# Morărești
Morăreşti é uma comuna romena localizada no distrito de Argeş, na região da Muntênia. Sua população era de 1958 habitantes segundo o censo de 2007.